# Oberalben

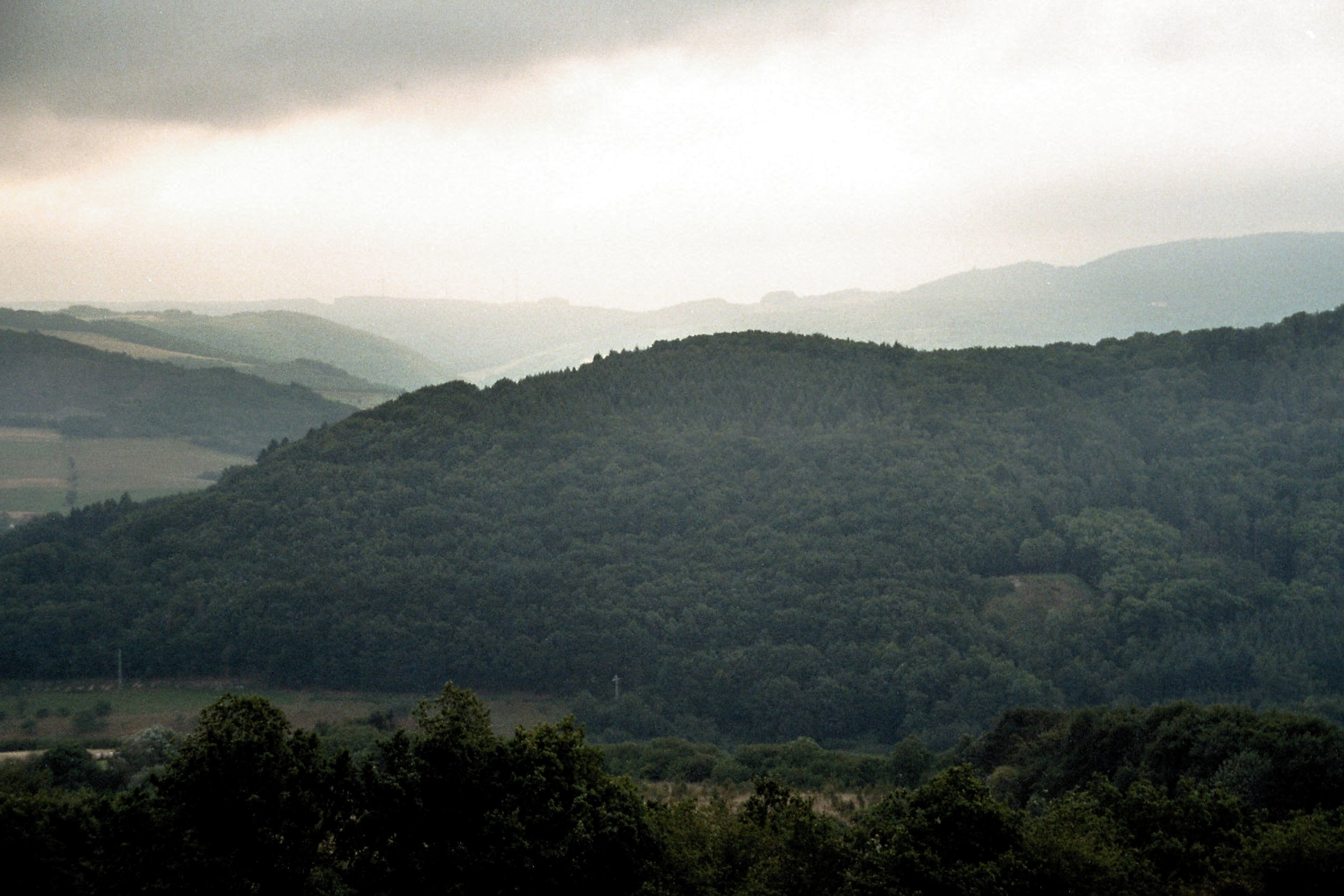
Landschaft des Nordpfälzer Berglandes auf dem Gebiet von Oberalben

Oberalben ist eine Ortsgemeinde im Landkreis Kusel in Rheinland-Pfalz. Sie gehört der Verbandsgemeinde Kusel-Altenglan an, innerhalb derer sie gemessen an der Einwohnerzahl die sechstkleinste Ortsgemeinde darstellt.

## Geographie

### Lage
Oberalben liegt im zum Saar-Nahe-Bergland gehörenden Nordpfälzer Bergland innerhalb des Kuseler Berglands. Zur Gemeinde gehört zusätzlich der Wohnplatz Mayweilerhof. Nachbargemeinden sind – im Uhrzeigersinn – Baumholder, Ulmet, Erdesbach, Blaubach, Körborn und Dennweiler-Frohnbach.

### Erhebungen und Gewässer
Ganz im Osten an der Gemarkungsgrenze zu Ulmet erstreckt sich der (460 m ü. NHN) hohe Steinerne Mann.
Mitten durch den Ort verläuft die Kuralb, alternativ Stegbach genannt, die jenseits der Gemeindegemarkung über die Totenalb und die Steinalp entwässert. Im Südosten des Gemeindegebiets entspringt außerdem der Blaubach, der in die südwestliche Richtung fließt und im gleichnamigen Ort in den Kuselbach mündet. Beide Flüsse gehören somit zum Flusssystem Glan.

## Geschichte
Das Wort „Alb“ ist wahrscheinlich keltischen Ursprungs, bedeutet Bach und weist auf die den Ort durchfließende Kuralb hin. „Alb“ bedeutet auch hell, glänzend und ist auch mit dem lateinischen Wort „albus“ verwandt, welches mit „weiß“ übersetzt wird. Die Vorfahren übernahmen wohl den von Kelten gebrauchten Namen.
Der Bachname übertrug sich auf die Siedlung, die sich an diesem entwickelte.
Bis ins 16. Jahrhundert wurde das 1387 erstmals urkundlich erwähnte Dorf „Alben“ genannt, ehe zur Unterscheidung zum Ort Alben an der Steinalb – Niederalben – die Silbe „Ober“ vorangestellt wurde.
Von 1798 bis 1814, als die Pfalz Teil der Französischen Republik (bis 1804) und anschließend Teil des Napoleonischen Kaiserreichs war, war der Ort in den Kanton Kusel eingegliedert. 1815 gehörte die Gemeinde zunächst zu Österreich. Nach dem Wiener Kongress wurde er ein Jahr später dem Bayern zugeschlagen. Von 1818 bis 1862 gehörte „Ober-Alben“ – so die damalige Schreibweise – weiterhin dem Kanton Kusel an und war Bestandteil des Landkommissariats Kusel, das anschließend in ein Bezirksamt umgewandelt wurde.
1939 wurde der Ort in den Landkreis Kusel eingegliedert. Nach dem Zweiten Weltkrieg wurde Oberalben innerhalb der französischen Besatzungszone Teil des damals neu gebildeten Landes Rheinland-Pfalz. Im Zuge der ersten rheinland-pfälzischen Verwaltungsreform wurde Oberalben in die neu gebildeten Verbandsgemeinde Kusel eingegliedert.
Im Jahr 2017 wurde eine Fusion mit der Nachbargemeinde Dennweiler-Frohnbach erwogen. Nach Bewertung der Vor- und Nachteile entschieden die beiden Gemeinderäte in einer gemeinsamen Sitzung am 10. August 2018 einstimmig, diesen Plan nicht weiter zu verfolgen. Seit 2018 gehört der Ort außerdem zur Verbandsgemeinde Kusel-Altenglan.

## Einwohnerentwicklung
Im Jahr 1840 existierten im Ort 23 Häuser mit 229 Einwohnern. Er wurde als evangelisches Dorf bezeichnet und war der Pfarrei Ulmet zugeordnet. Die Entwicklung der Einwohnerzahl von Oberalben, die Werte von 1871 bis 1987 beruhen auf Volkszählungen:
| Jahr | Einwohner |
| ---- | --------- |
| 1815 | 188       |
| 1835 | 229       |
| 1871 | 310       |
| 1905 | 349       |
| 1939 | 324       |
| 1950 | 340       |
| 1961 | 311       |

| Jahr | Einwohner |
| ---- | --------- |
| 1970 | 293       |
| 1987 | 260       |
| 1997 | 274       |
| 2005 | 262       |
| 2011 | 246       |
| 2017 | 219       |
| 2023 | 218       |

## Politik

### Bürgermeister
Jens Werner wurde im Juni 2024 zum Ortsbürgermeister von Oberalben gewählt.
Sein Vorgänger war Walter Dick seit 2009. Da bei der Direktwahl am 26. Mai 2019 kein Bewerber angetreten war, erfolgte die anstehende Neuwahl gemäß Gemeindeordnung durch den Rat. Dieser bestätigte Dick am 26. Juni 2019 einstimmig für weitere fünf Jahre in seinem Amt. Dicks Amtsvorgänger war Dietmar Hennchen.

### Wappen
| Wappen von Oberalben | Blasonierung: „In Blau ein silberner Schrägrechtswellenbalken, oben rechts die verschlungenen, goldenen Großbuchstaben ‚A‘ und ‚V‘, unten links ein rotbewehrter und -bezungter, goldener Löwe.“ |
| Wappen von Oberalben | Wappenbegründung: Der silberne gewellte Schrägbalken stellt den Dorfbach, die Kuralb, dar. Der goldene Löwe zeigt die einstige Zugehörigkeit zum Herzogtum Pfalz-Zweibrücken. Der blaue Grund erinnert an die frühere Lage in der Grafschaft Veldenz. Die Buchstaben „A V“ bedeuten Amt Ulmet und weisen auf das zweibrückische Amt Ulmet (auch Schultheißerei Ulmet) hin, dem Oberalben bis Ende des 18. Jahrhunderts angehörte. Die verschlungenen Buchstaben sind in Siegeln des Amtes seit 1753 überliefert. Im Jahre 1983 wurde das Wappen von der Bezirksregierung der Pfalz in Neustadt an der Weinstraße genehmigt. |

## Kultur und Sehenswürdigkeiten

### Auswanderermuseum
Einziges Kulturdenkmal vor Ort ist das sogenannte Auswanderermuseum; es zeigt die Hintergründe, den Ablauf und die Ansiedlung von Auswanderern. Insbesondere nach Nordamerika wanderten über drei Jahrhunderte hinweg viele Menschen aus; unter diesen befanden sich die Vorfahren des US-amerikanischen Baseballspielers Babe Ruth.

### Veranstaltungen
2006 fand vor Ort der Deutsch-Pennsylvanische Tag statt.

## Wirtschaft und Infrastruktur

### Verkehr
Die über Dennweiler-Frohnbach und Körborn nach Thallichtenberg führende Kreisstraße 23 bindet den Kernort an das Straßennetz an. Im Osten mündet diese in die Kreisstraße 22; letztere passiert den Mayweilerhof und führt von Ulmet über Blaubach nach Kusel. Im Süden befindet sich die A 62. In Kusel ist ein Bahnhof der Bahnstrecke Landstuhl–Kusel. Der öffentliche Nahverkehr ist in den Verkehrsverbund Rhein-Neckar (VRN) integriert.

### Tourismus
Durch Oberalben verläuft eine Routen-Variante des Fritz-Wunderlich-Weges.